# Дон Кихот
Дон Кихо́т (исп. Don Quijote, в средневековой испанской орфографии — Don Quixote) — центральный образ романа Мигеля де Сервантеса (1547—1616) «Хитроумный идальго Дон Кихот Ламанчский» (исп. El ingenioso hidalgo Don Quijote de la Mancha) — одного из наиболее популярных произведений мировой литературы.

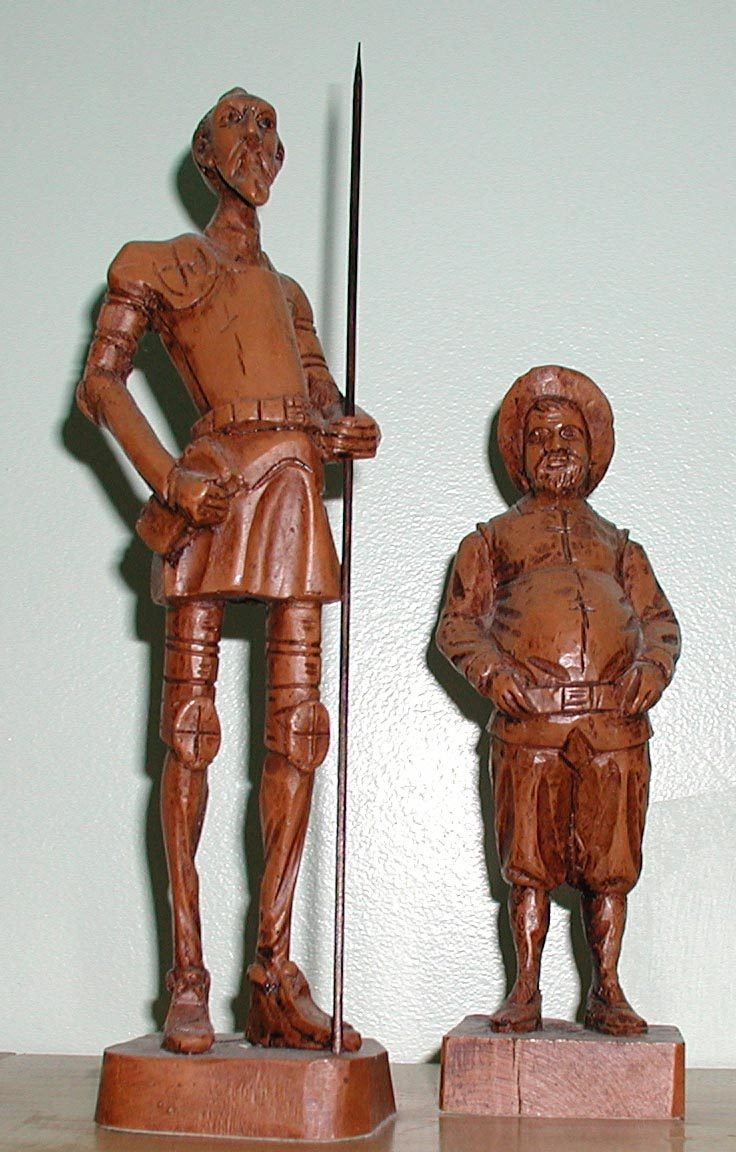
Дон Кихот и Санчо Панса

Настоящее имя героя — Алонсо Кехана; впрочем, автор оговаривается, что на этот счёт есть разные мнения: «Иные утверждают, что он носил фамилию Кихада, иные — Кесада… однако ж у нас есть все основания полагать, что фамилия его была Кехана» (глава I, перевод Н. Любимова). Звучное рыцарское имя «Дон Кихот» он выбрал себе сам, «потратив на это ещё неделю» после того, как придумал имя своему боевому коню (глава I). 
Во время странствий Дон Кихота его слуга, Санчо Панса, придумал своему хозяину прозвище — Рыцарь печального образа.

## Биография
О жизни Дон Кихота до начала его странствий известно мало. Он жил в деревне в провинции Ламанча, был разорившимся дворянином, на момент начала повествования ему около пятидесяти лет. Три четверти своего дохода он расходовал на питание, а одну четверть — на костюмы. Дон Кихот жил в доме со своей молодой племянницей и двумя слугами, жена или дети не упоминаются. В свои годы он отличался отменным здоровьем, рано вставал и увлекался охотой. Однако в какой-то момент своей жизни он настолько увлёкся рыцарскими романами, что охота и все прочие занятия отошли для него на второй план. Тогда он стал одержим идеей стать странствующим рыцарем.

## Интерпретация
Образ Дон Кихота был воспринят многочисленными исследователями как архетип человеческой природы и истолкован как психологическая категория, породив даже философское понятие — «донкихотство». Библиография исследований образа Дон Кихота литературоведами (например, Пелисер, Тикнор, Хуан Валера, Н. И. Стороженко), философами (в том числе Шеллинг, Гегель) и другими специалистами весьма обширна. Истолкованием этого образа занимались и классики литературы (Байрон, Гюго, Гейне, Тургенев), и критики (Белинский). При всём различии толкований почти все писавшие о Дон Кихоте сходились на утверждении, что он является общечеловеческим образом, выражающим вечные свойства человеческого духа, его причисляли к «вечным спутникам» человечества (Мережковский).
Кроме того, этот образ впоследствии неоднократно использовался в художественной литературе другими авторами, которые давали ему собственную интерпретацию, пародировали либо ссылались на него. Уже некоторые современники и ближайшие литературные потомки Сервантеса начали создавать подражания его роману, где описывались неизвестные читателю приключения Дон Кихота. Эта тенденция была в дальнейшем продолжена. Вариации на тему «Дон Кихота» не перестали создаваться и в последующие века. Среди них можно упомянуть «Житие Дон Кихота и Санчо» Мигеля де Унамуно, «Освобождённый Дон Кихот» А. В. Луначарского, «Пьер Менар, автор Дон Кихота» Х. Л. Борхеса, «Монсеньор Кихот» (1982) Грэма Грина.
Внешне Дон Кихот обычно изображается как немолодой высокий и худой человек в рыцарских доспехах, с бородкой-эспаньолкой, и надетом на голову медным тазиком для бритья.
Роман «Дон Кихот» во многом задумывался как пародия на рыцарские романы эпохи Ренессанса.

## Прообразы Дон Кихота

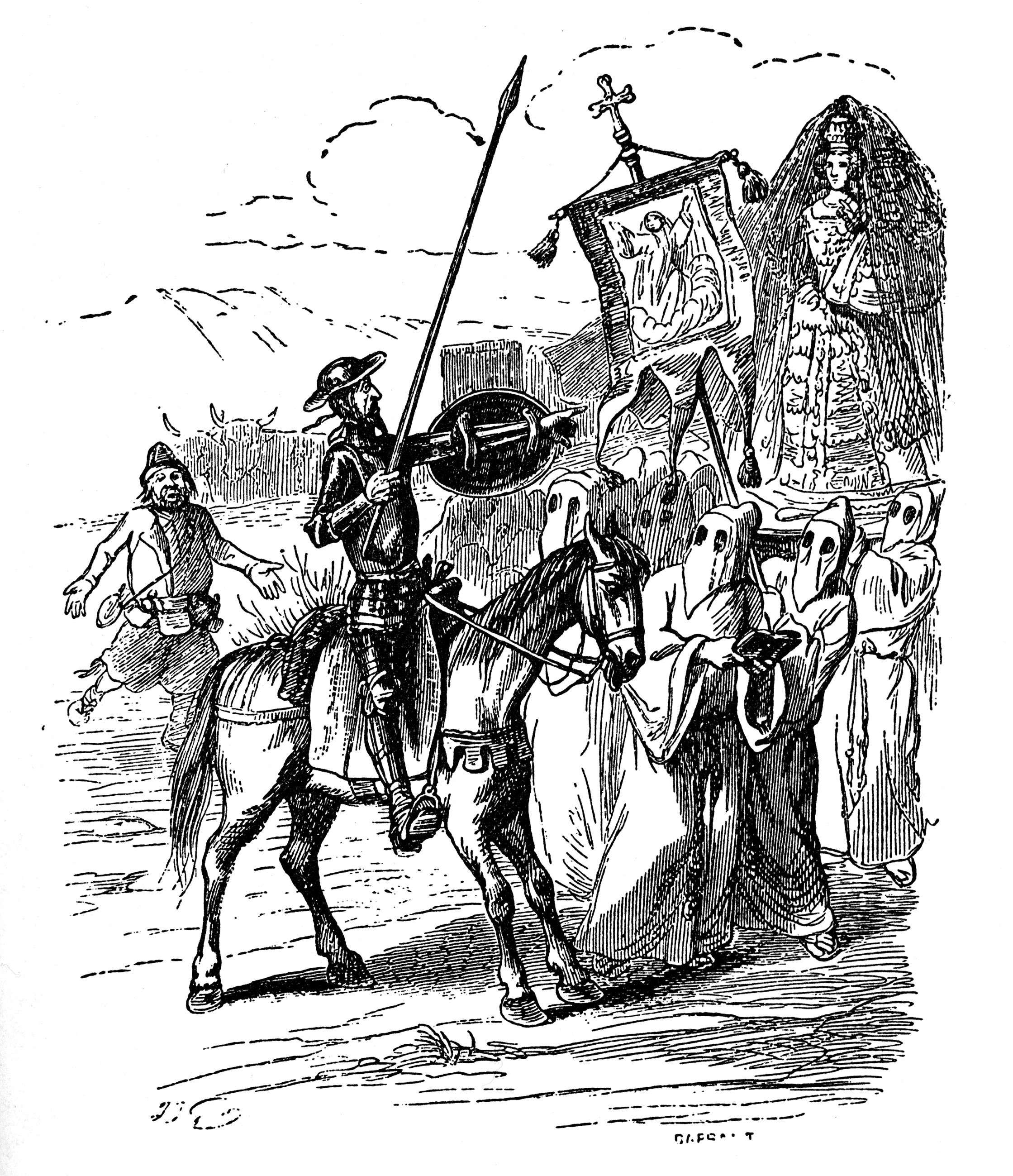
Иллюстрация к «Дон Кихоту» Жана Гранвиля (1848)

### Прообразы
По версии писателя Хермана Арсиньегаса, одним из прообразов Дон Кихота для Сервантеса мог послужить испанский конкистадор Гонсало Хименес де Кесада, чьи походы в поисках Эльдорадо обросли многочисленными домыслами и легендами. Прозвище «Рыцарь Печального Образа» заимствовано из романа «История могучего и доблестного рыцаря дона Клариано де Ланданиса», сына благородного Гастона де ла Лоба.

## Образ Дон Кихота в культуре

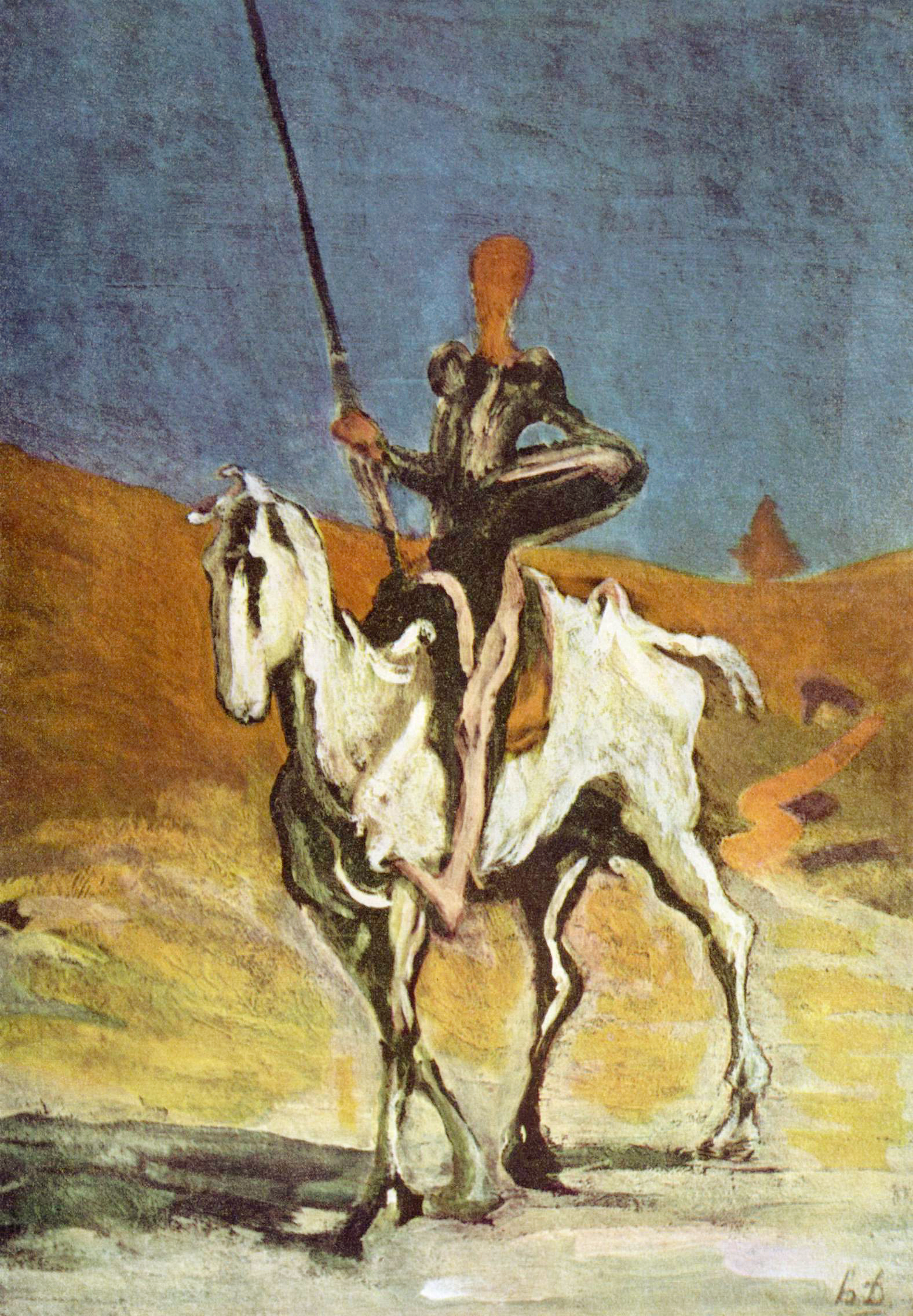
«Дон Кихот» работы О. Домье (ок. 1868)

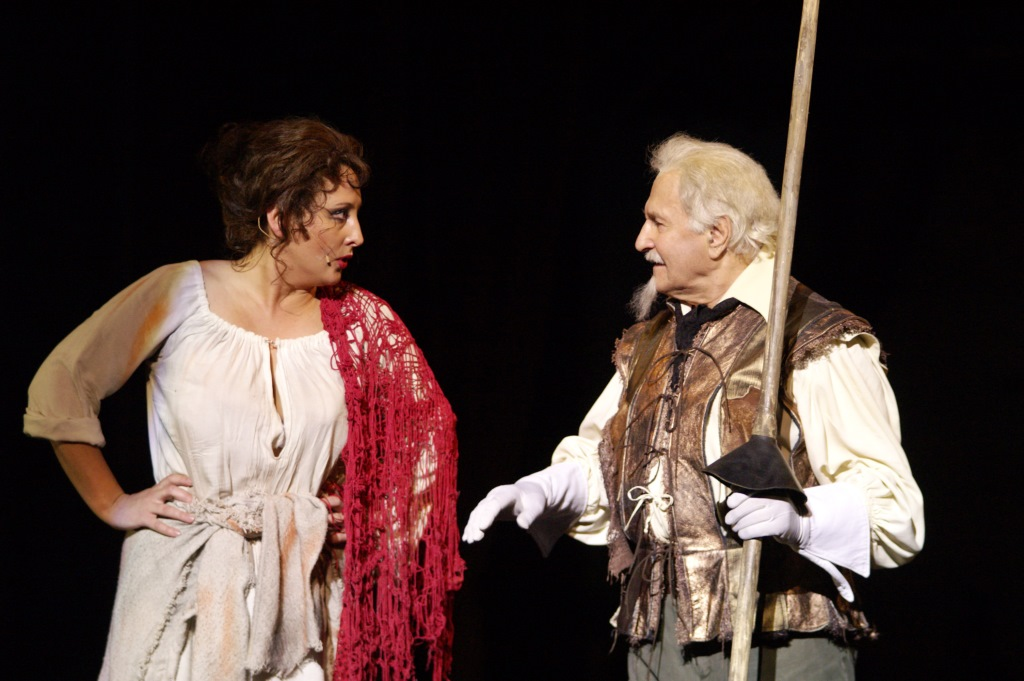
Мюзикл ЦАТРА «Человек из Ламанчи». В роли Дон Кихота — Владимир Зельдин

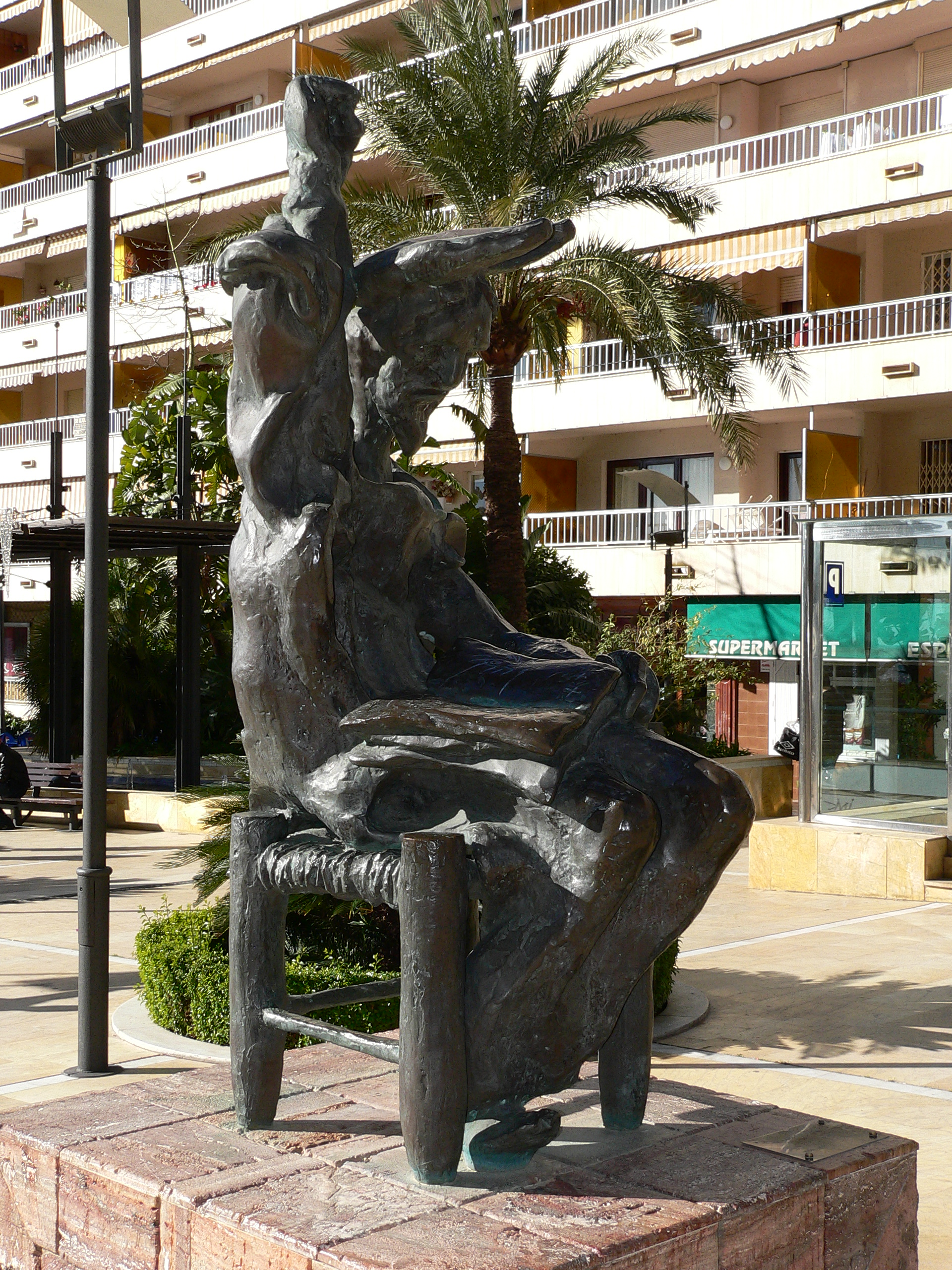
«Сидячий Дон Кихот»,
работа Сальвадора Дали

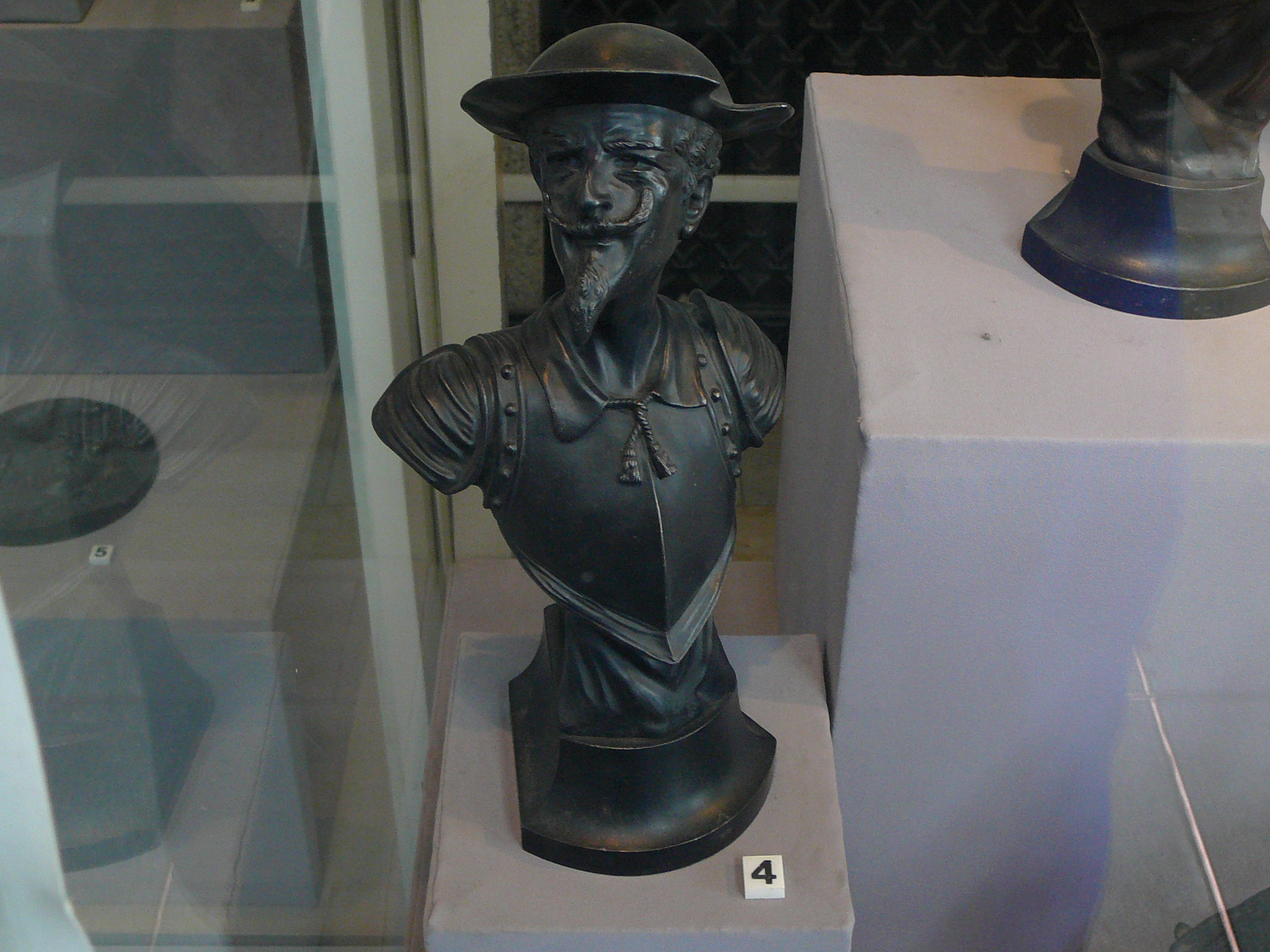
Бюст (1918) работы Ф.-Г. Морелли в Екатеринбургском музее изобразительных искусств

### В музыке
- «Дон Кихот на свадьбе Гамачо» — опера Антонио Сальери
- «Дон-Кихот» — симфоническая картина Антона Рубинштейна (op. 87), 1870
- «Дон Кихот» — симфоническая поэма Рихарда Штрауса (Op35), 1897
- «Дон-Кихот» — симфонические гравюры, композитор Кара Караев, 1960
- «Дон-Кихот» — балет Людвига Минкуса
- «Дон-Кихот» (Don Quixote) — песня британского поп-рок музыканта Ника Кершоу (альбом «The Riddle»), 1984
- «Дон-Кихот» группа «Дым» (Виктор Троегубов) альбом Sapienti Sat, 1989
- «Дон-Кихот» (Don Quixote) — Дана Интернэшнел (альбом «Maganuna»), 1996
- «Серенада Дон-Кихота» — песня Д. Кабалевского на стихи С. Богомазова (в разное время исполняли Муслим Магомаев, Дмитрий Гнатюк, Юрий Гуляев, Сергей Захаров и другие)
- «Дон Кихот», Hexagram, альбом «Моћ Источног Ветра».
- «Без страха и упрёка», Тараканы!, альбом «Maximum Happy I», 2013
- «Don Quijote», Neoton  Familia, альбом «Marathon», 1980
- «Don Quixote», Seventeen, альбом «Face the Sun», 2022.
- «Дон Кихот» — песня болгарской рок-группы «Сигнал» (альбом «Каскадьори»), 1981
- «Дон-кихоты (Бонус-трек)» — песня Российской группы «Моя дорогая» альбом «Мастерская» 2014

### В театре
- «Дон Кихот» — пьеса Михаила Булгакова, 1939

Балеты:
- «Дон Кихот», композитор неизвестен, 1740
- «Дон Кихот», композитор Й. Старцер, 1768
- «Свадьбы Гамаша», композитор Ф. Лефевр, 1801
- «Дон Кихот», композитор А. Венюа, 1835
- «Дон Кихот», композитор Цинк, 1837
- «Дон Кихот» — балет Минкуса, 1869
- «Портрет Дон Кихота», композитор Г. Петрасси, 1947
- «Дон Кихот» в 5 картинах, композитор Л. Шпис, 1949
- «Дон Кихот», композитор Штребингер, 1850
- «Дон Кихот» в 5 сценах, Р. Герхард, 1950
- «Странствующий рыцарь», композитор Ж. Ибер, 1950
- «Дон Кихот» в 3 актах, композитор Я. Доубрава, 1957

Оперы:
- «Дон-Кихот» — опера Телеманн
- «Дон-Кихот» — опера Паизиелло, 1769
- «Дон Кихот» — опера Массне
- «Человек из Ламанчи» — мюзикл Джо Дэриона и Митча Ли, 1964
- «Дульсинея Дон Кихота» — опера испанского композитора А. Кастилья-Авилы, 2010

### В кинематографе
- 1903 — Дон Кихот / Don Quichotte (Франция), режиссёры Люсьен Нонге, Фернан Зекка
- 1908 — Дон Кихот / Don Quijote (Испания), режиссёр Narciso Cuyàs
- 1909 — Дон Кихот / Don Quichotte (Франция) (мультфильм), режиссёр Эмиль Коль
- 1909 — Дон Кихот / Don Quixote (США)
- 1911 — Дон Кихот / Don Chisciotte (Италия)
- 1911 — Пародия Дон-Кихота / La parodia di Don Quichotte (Италия)
- 1913 — Дон Кихот / Don Quichotte (Франция), режиссёр Камилл де Мортон, в главной роли Клод Гарри
- 1915 — Дон Кихот / Don Quichotte (США), режиссёр Эдвард Диллон, в главной роли Девольф Хоппер ст.
- 1923 — Дон Кихот (Великобритания), режиссёр Морис Элвей, в главной роли Джерролд Робертшо
- 1926 — Дон Кихот (Дания), режиссёр Лау Лауритцен
- 1933 — Дон Кихот[нем.], режиссёр Георг Вильгельм Пабст, в гл. роли Фёдор Шаляпин. Пабст снимал один и тот же фильм три раза, на трёх языках: французском, английском и немецком. Немецкая версия фильма считается утраченной.
- 1947 — Дон Кихот из Ламанчи / Don Quijote de la Mancha (Испания), режиссёр Рафаэль Хиль, Дон Кихот — Рафаэль Ривелье, Санчо Панса — Хуан Кальво
- 1957 — Дон Кихот, реж. Григорий Козинцев, в главной роли Николай Черкасов;
- 1960 — Приключения Дон Кихота / Aventuras de Don Quijote (Испания), режиссёр Эдуардо Гарсия Марото
- 1961 — Театр молодёжи: Дон Кихот / Théâtre de la jeunesse: Don Quichotte (Франция) (ТВ), режиссёры Марсель Кравенн, Луис Гроспьер; Дон Кихот — Мишель Эчеверри, Санчо Панса — Мишель Галабрю
- 1961 — Дон Кихот / Don Kihot (Югославия) (мультфильм), режиссёр Владо Кристи
- 1962 — Дон Кихот / Don Quixote (Финляндия)
- 1963 — Принимаю бой. В роли Владимир Васильев
- 1964 — Дульсинея Тобосская / Dulcinea del Toboso (Франция, Испания, ФРГ), режиссёр Карло Райм, Дон Кихот — Джозеф Мейнард
- 1969 — Дон Кихот и Санчо Панса / Don Chisciotte e Sancho Panza (Италия), режиссёр Джованни Гримальди, Дон Кихот — Чиччо Инграссия, Санчо Панса — Франко Франки
- 1970 — Рыцарь Дон Кихот / Don Quijote es armado caballero (Испания) (мультфильм), режиссёры Амаро Карретеро, Винсент Родригес
- 1971 — Дон Кихот и Санчо Панса / Don Kihot i Sanco Pansa (Югославия) (ТВ), режиссёр Здравко Шотра, сценаристы Михаил Булгаков, Мигель де Сервантес, Дон Кихот — Владимир Попович, Санчо Панса — Предраг Лакович
- 1972 — Человек из Ламанчи / Man of La Mancha (США, Италия), режиссёр Артур Хиллер, Дон Кихот — Питер О'Тул, Дульсинея — Софи Лорен, Санчо Панса — Джеймс Коко
- 1973 — Дон Кихот снова в пути / Don Quijote cabalga de nuevo  (Испания, Мексика), режиссёр Роберто Гавальдон, Дон Кихот — Фернандо Фернан Гомес, Санчо Панса — Кантинфлас
- 1973 — Дон Кихот / Don Quixote (Австралия) (фильм-балет), композитор Людвиг Минкус, режиссёры Роберт Хелпманн, Рудольф Нуреев, Дон Кихот — Роберт Хелпманн, Басилио — Рудольф Нуреев
- 1974 — Приключения в городе, которого нет, в роли: Николай Гринько
- 1976 — Любовные приключения Дон Кихота и Санчо Пансы / The Amorous Adventures of Don Quixote and Sancho Panza (США), режиссёр Рафаэль Нуссбаум, Дон Кихот — Кори Джон Фишер, Санчо Панса — Хай Пайк
- 1977 — Злоключения Дон Кихота и Санчо Пансы / As Trapalhadas de Dom Quixote e Sancho Pança (Бразилия), режиссёр Эри Фернандес
- 1983 — Дон Кихот / Don Kichot (Польша) (мультфильм), режиссёр Krzysztof Raynoch
- 1983 — Академия пана Кляксы (Польша), в роли Болеслав Плотницкий, Санчо Панса — Станислав Гавлик.
- 1983 — Сказка странствий, в роли: Вениамин Смехов
- 1984 — Дон Кихот / Don Quixote (Kitri’s Wedding), a Ballet in Three Acts (США) (Фильм-балет) (ТВ), режиссёры Брайан Лардж, Михаил Барышников, Базилио — Михаил Барышников, Дон Кихот — Ричард Шафер
- 1984 — Каникулы Петрова и Васечкина, обыкновенные и невероятные (фантазия на тему; 2-я серия)
- 1984 — История одной куклы, мультфильм режиссёра Бориса Аблынина. В его основу положен подлинный факт — создание заключёнными концлагеря Освенцим куклы Дон Кихота.
- 1987 — Освобождённый Дон Кихот — кукольный мультфильм режиссёра Вадима Курчевского (СССР).
- 1987 — Дон Кихот Ламанческий / Don Quixote of La Mancha (Австралия) (мультфильм) (ТВ)
- 1988 — Житие Дон Кихота и Санчо (фильм) (СССР, Испания), режиссёр Резо Чхеидзе в гл. роли Кахи Кавсадзе, Санчо — Мамука Кикалейшвили.
- 1991 — Дон Кихот Мигеля де Сервантеса / El Quijote de Miguel de Cervantes (Испания) (сериал), режиссёр Мануэль Гутьеррес Арагон, в главной роли Фернандо Рей
- 1992 — Дон Кихот Орсона Уэллса / Don Quijote de Orson Welles (США, Италия, Испания), режиссёр Орсон Уэллс, Дон Кихот — Франсиско Регейро, рассказчик — Фернандо Рей
- 1992 — Балаганчик маэсе Педро / El retablo de Maese Pedro (ТВ) — фильм-опера по мотивам романа Сервантеса, композитор Мануэль де Фалья, режиссёр Ларри Вайнштейн, Дон Кихот — Хустино Диас
- 1994 — Человек из Ламанчи / Der Mann von La Mancha (Австрия), режиссёр Félix Breisach, Дон Кихот — Карл Меркац
- 1994 — Дон Кихот и Дон Жуан (Россия), телеспектакль по пьесе Рене Эскудье, режиссёр Александр Глобин.
- 1997 — Дон Кихот возвращается (Россия, Болгария), режиссёр и в гл. роли Василий Ливанов
- 1999 — Прикованные рыцари (Россия, Грузия), режиссёр Годердзи Чохели в гл. роли Кахи Кавсадзе, Санчо — Гиви Берикашвили.
- 2000 — Последний рыцарь / Don Quixote, США, (ТВ), режиссёр Питер Йетс, Дон Кихот — Джон Литгоу, Санчо Панса — Боб Хоскинс.
- 2000 — Дон Кихот / Don Quichotte (Франция) (ТВ) (фильм-опера), режиссёр Франсуа Рассиллон, Дон Кихот — Самюэль Раме
- 2000 — Анимированный эпос: Дон Кихот / Animated Epics: Don Quixote (Великобритания) (ТВ) (мультфильм).
- 2002 — Дон Кихот / El caballero Don Quijote (Испания), режиссёр Мануэль Гутьеррес Арагон. Дон Кихот — Хуан Луис Гальярдо
- 2003 — Наклон / Tilt (Канада), режиссёр Lance Peverley, Дон Кихот — Джон Тейлор
- 2003 — Дон Кихот / Don Quichotte  (Франция) (видео), режиссёр Франсуа Рассиллон, Дон Кихот — Жан-Мари Дидье
- 2003 — Дон Кихот в Иерусалиме / Don Kishot be’Yerushalaim (Израиль), режиссёр Дани Розенберг, Дон Кихот — Шмуэль Вульф
- 2005 — Дон Кихот или злоключения сердитого человека / Don Quichotte ou Les mésaventures d’un homme en colère (Франция), режиссёр Жак Дешам, Дон Кихот — Патрик Шене
- 2005 — Дон Жуан в Алькале / Don Juan en Alcalá  (Испания), режиссёр Jaime Azpilicueta, Дон Кихот — Луис Мария Гарсия
- 2006 — Честь рыцаря / Honor de cavalleria, реж. Алберт Серра, Испания Дон Кихот — Луис Карбо
- 2007 — Дон Кихот (мультфильм), (Италия, Испания), режиссёр Хосе Посо
- 2018 — Человек, который убил Дон Кихота, режиссёр Терри Гиллиам (Великобритания). Дон Кихот — Джонатан Прайс
- 2024 — Гиганты Ла-Манша, (Аргентина, Германия, Испания, Великобритания), режиссёр Гонсало Гутьеррес

### На телевидении
- По второму каналу Центрального телевидения СССР, а затем на телеканале «Российские университеты» выходила программа для изучающих испанский язык, под названием «Hablen español» («Говорите по-испански»), в анимационной заставке которой фигурировали образы Дон Кихота и Санчо Пансы. В мультфильме была использована картина Пикассо «Дон Кихот и Санчо Панса» и песня «Малагенья» Эрнесто Лекуона. В нём обыгрывался короткий сюжет нападения Дон Кихота на ветряную мельницу[1].

### В видеоиграх
- В игре Ведьмак 3: Дикая Охота — Кровь и вино можно увидеть рыцаря, который сражается с ветряной мельницей.
- В игре Limbus company есть персонаж по имени Дон Кихот, который является пародией на героя романа.
- В игре Maldita Castilla одним из боссов является Crazy Quixote (Безумный Кихот), своим именем и внешним видом напоминающий Дона Кихота.

## Виртуальный музей Дон Кихота

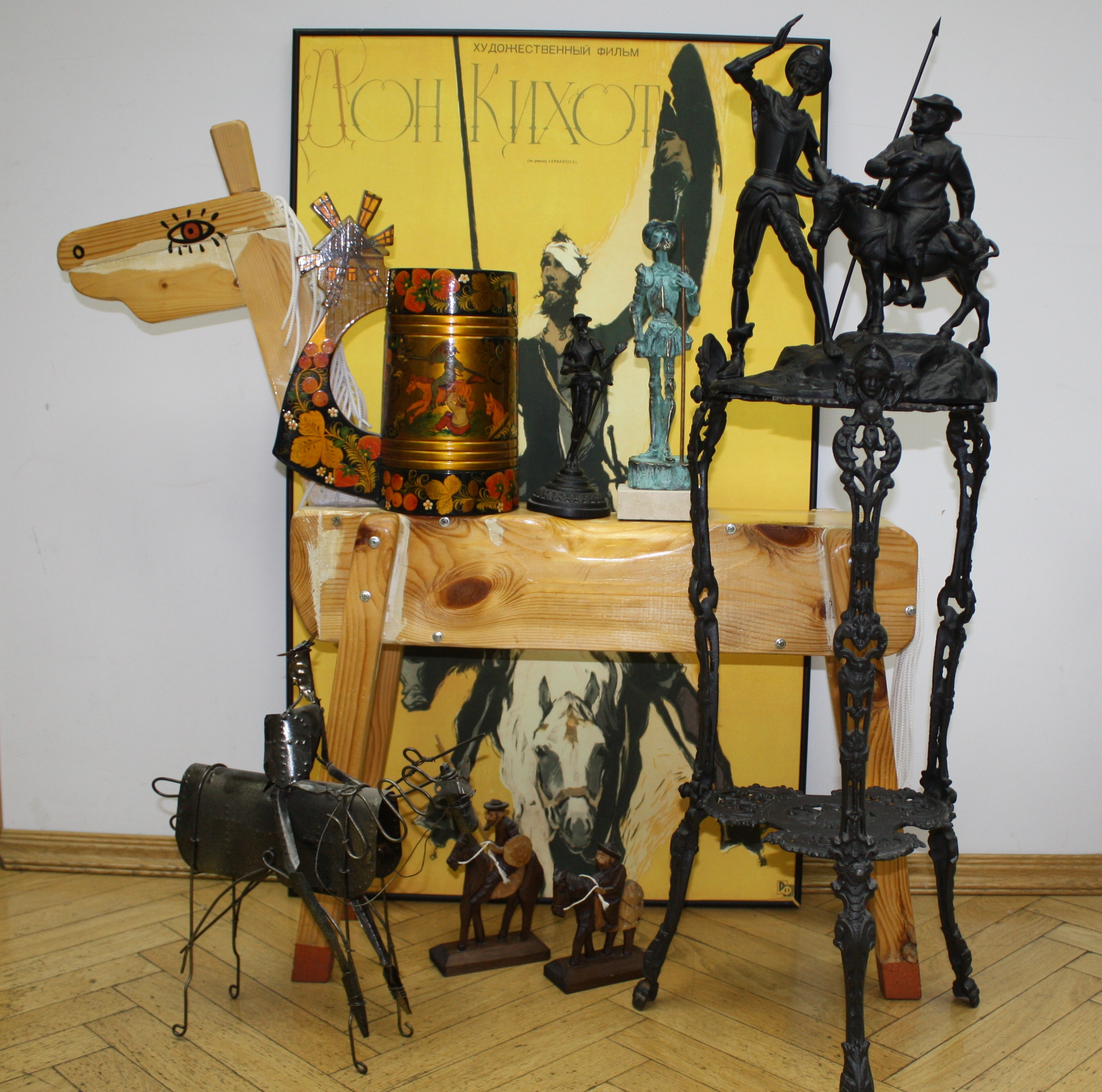
Некоторые экспонаты музея Дон Кихота

В Москве в 2005 году был создан Виртуальный музей Дон Кихота. В связи с празднованием 400-летия издания романа в московском отделении Института Сервантеса были проведены выставки «Дон Кихот в кино — век плакатов», «Дон Кихот: умное искусство карикатуры», «Дон Кихот и дизайн».